# Dichato
Dichato ist ein Küstenort in der Kommune von Tomé, Región del Bío-Bío, Chile. Das Dorf liegt 37 Kilometer nördlich von der Stadt Concepción und hat 3.488 Einwohner nach der Volkszählung von 2002.
Der Ort liegt an einer geschützten Bucht mit ruhigem, aber kaltem Wasser, die für Wassersportarten geeignet und im Sommer sehr beliebt ist. Es verfügt über zahlreiche auf Fisch und Meeresfrüchte spezialisierte Restaurants und ein vielfältiges Hotelangebot, welche trotz ganzjähriger Öffnung vor allem im Sommer genutzt werden. In der restlichen Zeit des Jahres liegt die Hauptproduktionstätigkeit des Dorfes in der handwerklichen Fischerei, die noch in malerischen Booten geschieht.
Dichato war stark vom Erdbeben und Tsunami vom 27. Februar 2010 betroffen, vor allem auf der flachen Ebene des Dorfes zerstörte die gewaltige Wucht des Meeres alles was im Weg war.

## Herkunft des Ortsnamens
Das Wort Dichato kommt aus der indigenen Sprache Mapuche (Original: „Düchantu“) als Name eines stacheligen Busches und bedeutet reichliches Glück. Nach anderen Theorien stammt der Name von den Wörtern „dücha“ (übersetzt: Glück) und „ko“ (übersetzt: Wasser) oder von „dëchatun“ (übersetzt: Glück haben). Die „dichas“ (zu Deutsch: Wunderblumengewächse – vom Wort „dichon“ in der Sprache Mapudungun abstammende umgangssprachliche Bezeichnung für verschiedene Gewächse mit scharfen Blättern oder Früchten, welche in Chile wachsen) sind der Name für verschiedene Kräuter der Familie der „nictigináceas“, welche ungefähr 350 Arten aufgeteilt in 38 Gattungen enthält. Sie zeichnen sich durch ihre Blätter mit geradlinigen Kanten gegenüber den Stielen und die Blüten haben keine Blütenblätter.

## Geschichte

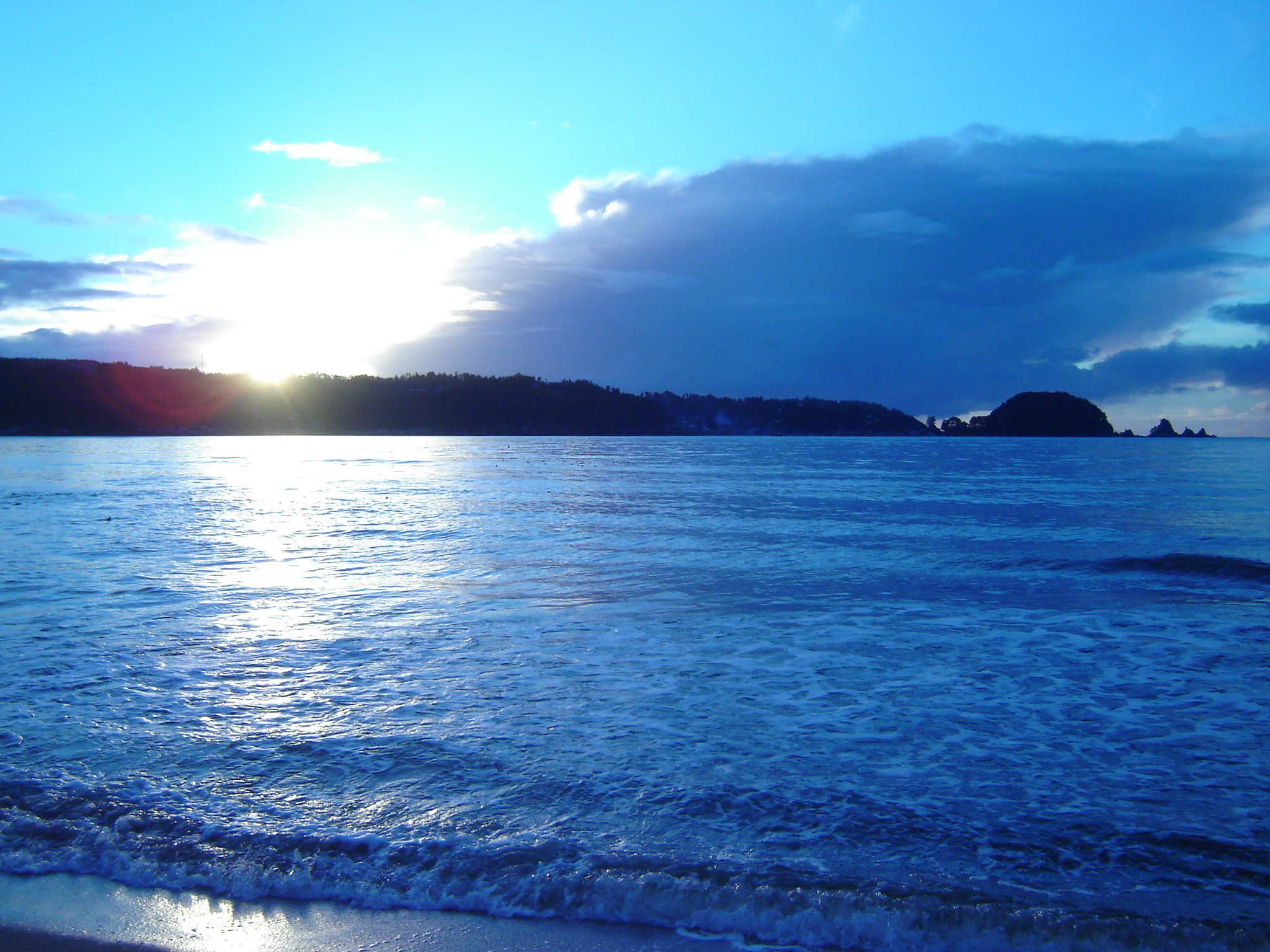
Der Pazifische Ozean am Strand von Dichato

Im Jahre 1826 ließ sich an diesem Ort José Miguel Reyes nieder, der als Gründer von Dichato betrachtet wird.
Am 17. April 1835 legte der Naturforscher Charles Darwin mit der Beagle von der Bucht von Concepción ab und steuerte auf die Bucht von Coliumo zu, wo sich Dichato befindet. Dort untersuchte er Kohleflöz und fand auch Fossilien. Im Jahr 1856 initiierte Juan Mackay den Kohleabbau in der Mine von Coliumo. Sieben Jahre später tritt Francisco Chávez in Partnerschaft mit dem belgischen Ingenieur Eduardo Lemaitre und sie erwerben die Schürfrechte des bei Dichato befindlichen Grundstückes „El Molino“ (zu Deutsch: die Mühle), doch der Abbau brachte nicht den erhofften Erfolg. Zwischen 1910 und 1920 wurde die Mine von Vicente Alberto Palacios vermietet. Später gründete Lautaro Rozas die „Kohleabbau Dichato Aktiengesellschaft“, welche die Rechte von Pantaleón Reyes, Casimiro Vera, Fernando González und José María Henríquez aufkauft. Der Kohleabbau verfällt nach dem Erdbeben von 1939, noch vor der Entstehung der Minen von Coronel und Lota.
Einer der wichtigsten Grundstücksbesitzer in Dichato im späten neunzehnten Jahrhundert war der Mineninhaber Daniel Vera, welcher seine Liegenschaften auf seine Kinder aufteilte: Casimiro Vera Celedón (geboren 1871), war der erste bekannte Poet, Autor von Quartetten, Epigrammen und des Textes „La Pastora del Pingueral“ (zu Deutsch: Die Hirtin von Pingueral) erbte Dichato und den Sektor „Villarrica“. Die Schwester Nestorina Vera erbte die weiter im Norden befindlichen Grundstücke sowie die Strände „Burca“ und „Purema“. Die Hauptstraße der Stadt ist nach Daniel Vera benannt, quert die Stadt in Nord-Süd-Richtung und beinhaltet den Bürgerplatz des Dorfes angrenzend an den Gehsteig der Straße. Auch das Fitness-Studio trägt den gleichen Namen.
Zwischen 1916 und Anfang der 1990er Jahre war Dichato auch über die Bahnverbindung Ramal Rucapequén-Concepción erreichbar. Mit diesem Transportmittel kamen viele Urlauber aus Chillán an. Der regelmäßige Personentransport wurde bereits in den 1980er Jahren eingestellt, sporadische Spezialfahrten wurden aber noch ein paar Jahre länger aufrechterhalten.
Im Jahr 2005 wurde das Abwassersystem gebaut und im Jahr 2007 wurde die Kläranlage errichtet, um eine Kontamination der Bucht zu verhindern.

### Die Erdbeben von 2010 und 2011

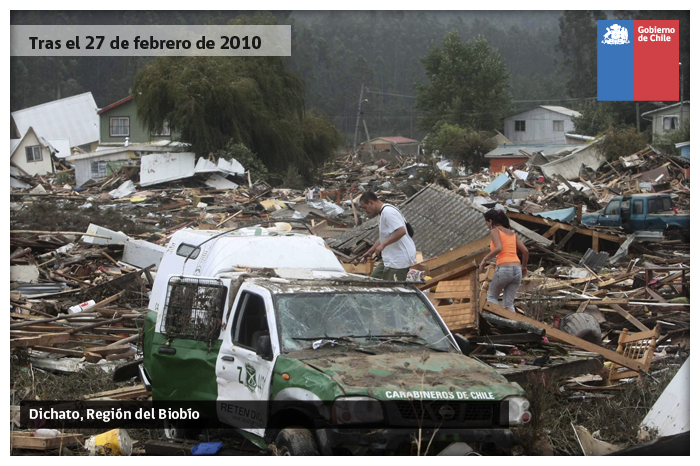
Dichato nach dem Erdbeben 2010

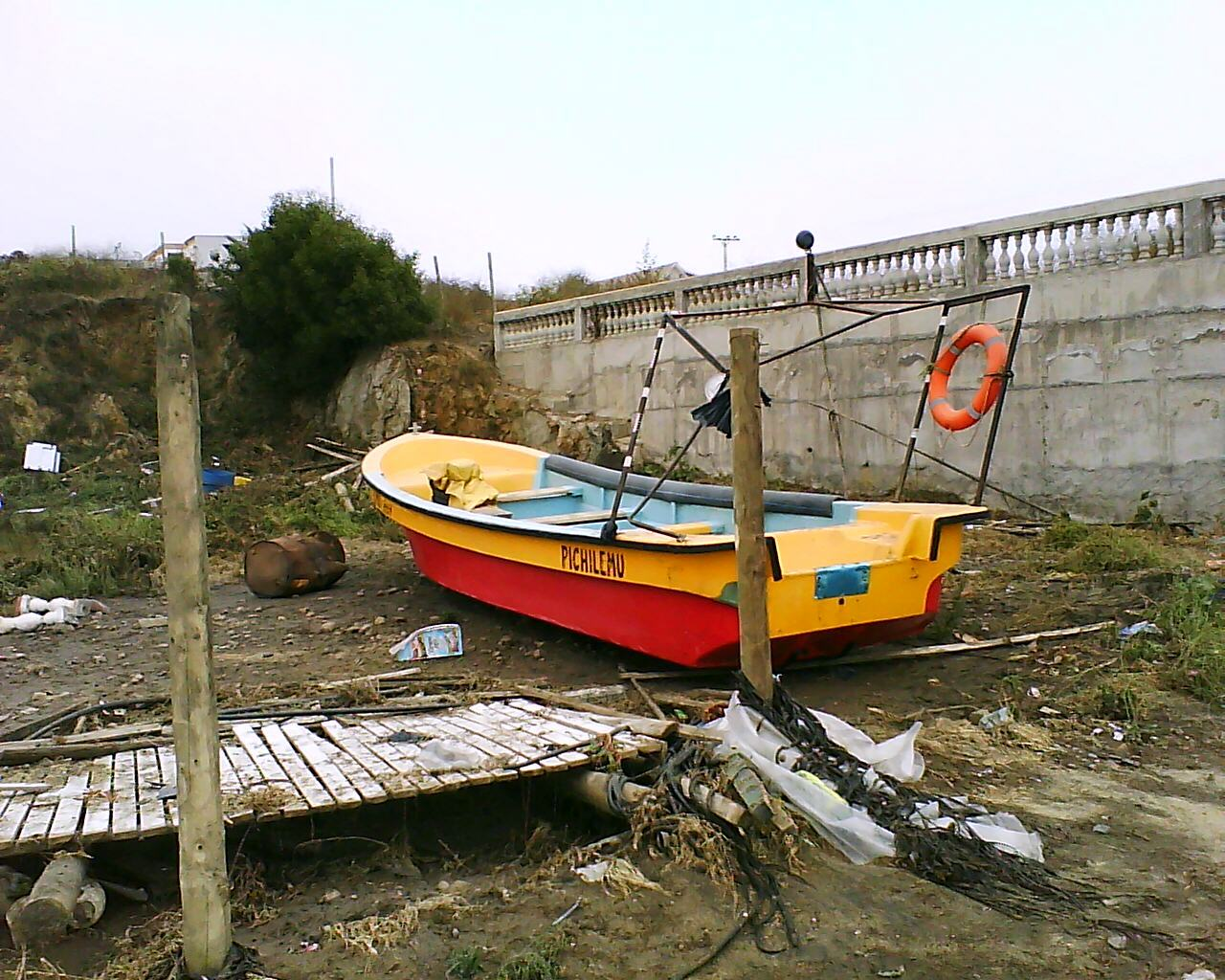
Dichato nach dem Erdbeben 2010

Die Erdbeben im Jahr 2010 zerstörten 80 % des Dorfes Dichato und schädigten die Fischerei, die Gastronomie und die Hotellerie. Zahlreiche Boote wurden in bewohnten Gebieten an Land geschwemmt. Der Tsunami überschwemmte 80 Hektar des Dorfes und die Flutwelle erreichte eine Höhe bis zu 4 Meter.
Ein Jahr danach, löste das Erdbeben und Tsunami von Japan einen intensiven Seegang an der Küste von Dichato, Constitución und Coliumo aus, riss Boote davon und beschädigte einige Häuser.

### Der Wiederaufbau von Dichato

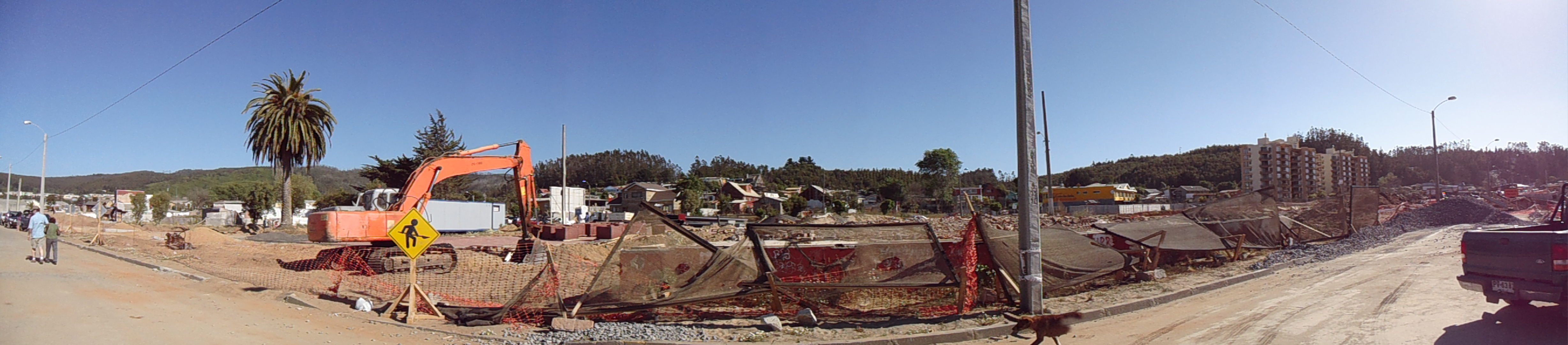
Dichato während des Wiederaufbaus 2011

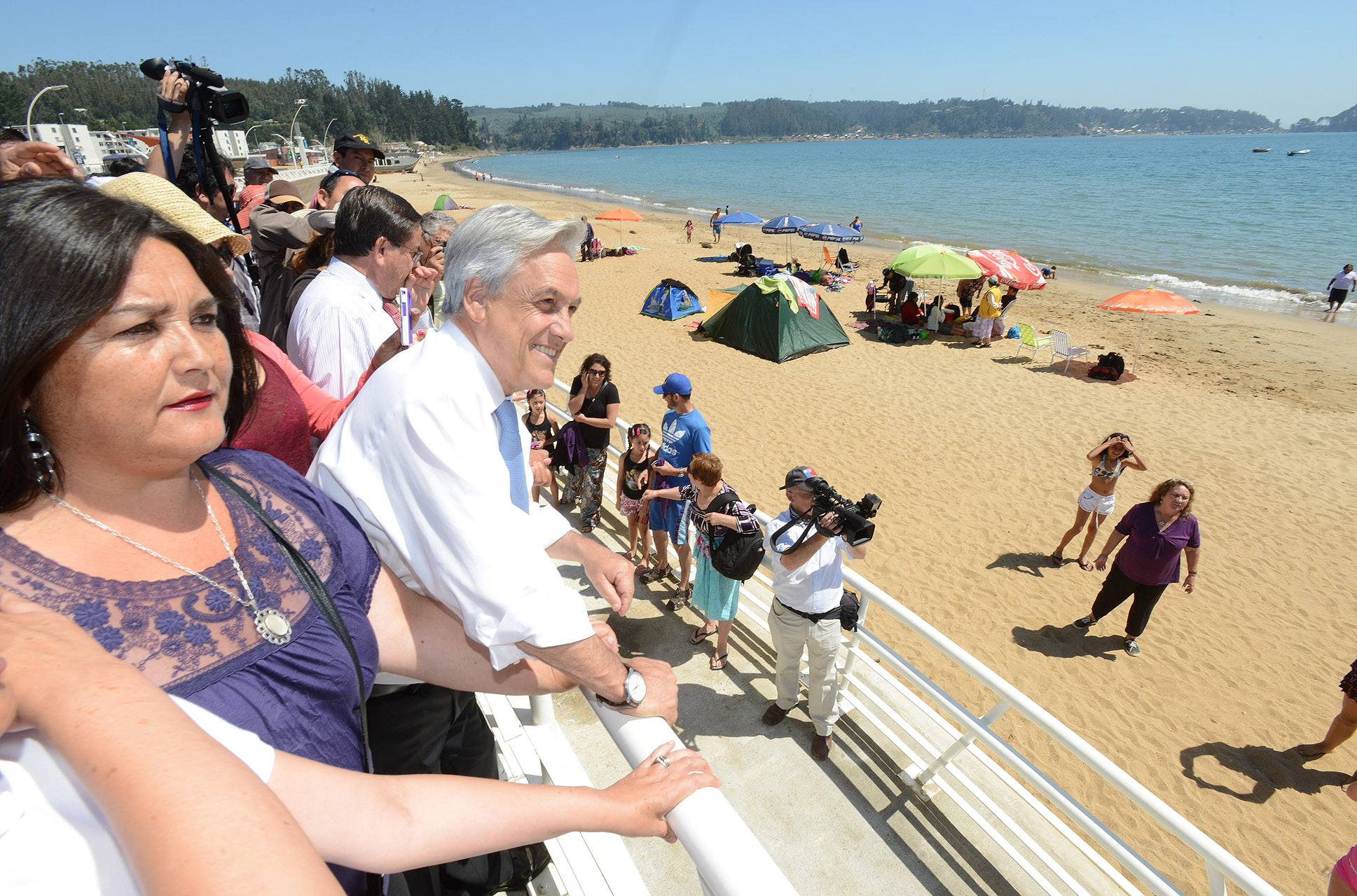
Eröffnung der Uferpromenade von Dichato am 26. Februar 2013 in Anwesenheit vom ehemaligen Präsident Sebastián Piñera

In den Jahren 2011 bis 2013 wurde der Wiederaufbau von Dichato abgewickelt, welche Teil des vom Ministerium für Wohnungsbau und Stadtentwicklung vorangetriebenen Wiederaufbauplans der Küstenregion ist, der 18 vom Erdbeben in Chile 2010 betroffene Standorte enthielt. Zu den ausgeführten Arbeiten gehörte die Enteignung der Grundstücke in der ersten Zeile des Ufers, um die Straße zu verbreitern und einen „Abschwächungs-Park“ als Vorbeugung gegen einen zukünftigen Tsunami zu schaffen. Es wurde eine Küstenschutzwand mit einer Länge von 800 Metern und einem Fußgängerweg gebaut. Auch um die 600 Häuser wurden wiederaufgebaut, einige davon in höher gelegenen und weiter vom Meer entfernten Sektoren, andere auf Stelzen. Die Hauptstraße wurde umgestaltet und das Boulevard „Daniel Vera“ wurde gebaut.

## Verwaltung
Dichato gehört zur Kommune Tomé. Seit 2007 hat sich eine Gruppe von lokalen Leitern und Bewohnern zur Schaffung der Kommune Dichato zusammengeschlossen. Während des Jahres 2014 wurde erneut die Realisierbarkeit der Umwidmung von Dichato und Lirquén in Kommunen abgeschätzt. Die Petition, welche noch nicht genehmigt worden ist, hat seit 2015 mehr politische Unterstützung darzubieten.

## Wirtschaft
Die Haupteinnahmequelle der Bewohner von Dichato ist die Fischerei. Es handelt sich dabei um handwerklichen Fischfang von Fischen und Meeresfrüchten, welche lokal vermarktet werden. Weiteres wurden marine Konzessionen, genannt „Bewirtschaftungsgebiete“, eingerichtet, wo Concholepas concholepas, Austern, Miesmuschel gezüchtet werden.
Seit den 1980er-Jahren hat der Tourismus durch Freizeitdienstleistungen, Restaurants mit typischen Speisen und Unterkünften in kleinen Hotels, Wohnanlagen und privaten Hütten an Bedeutung gewonnen.

### Tourismus
Der Tourismus an diesem Ort hat sich in den letzten zwei Jahrzehnten durch die Öffnung von Restaurants, Bars und Diskotheken entwickelt. Aber auch die Immobilienprojekte zur Erbauung von Hochhäusern mit Wohnungen haben dazu beigetragen. Ohne Zweifel das größte Projekt ist die private Anlage Pingueral.

### Pingueral
Pingueral ist eine private am Strand Homónima befindliche Wohnsiedlung nördlich von Dichato. Jahrelang wurde der Zugang auf Eigentümern von Häusern in der Siedlung beschränkt, das änderte sich aber Anfang 2009, als Anweisungen der chilenischen Regierung die Einhaltung von bestehenden Gesetzen zur Garantie des freien Zugangs zu den Stränden aufforderten.

## Bildung
An dieser Lokalität befindet sich die Marine Biologie-Station von Dichato, welche ein Teil von der Universität Concepcion ist und am 20. November 1978 eröffnet wurde. In ihr befinden sich wissenschaftliche Forschungseinrichtungen und wissenschaftliche Forschungsboot „Kay-Kay“.

## Transportmittel
Dichato erreicht man über eine asphaltierte Straße (Route CH-150), die Concepción und Tomé verbindet. Eine andere von Norden kommende Zufahrtstraße führt von Coelemu und Boca del Itata über eine Schotterstraße zu dem Dorf. Dichato verfügt über einen Bus-Service mit hoher Frequenz im Sommer, der Verbindungen nach Tomé und Concepción schafft, neben den bis Tomé fahrenden Sammeltaxis. Jedoch im Winter fahren sie nur mit einer viel niedrigeren Frequenz.